# Caio Zampieri
Caio Zampieri (* 27. Mai 1986 in Mogi Guaçu) ist ein ehemaliger brasilianischer Tennisspieler.

## Karriere
Caio Zampieri spielte hauptsächlich auf der ATP Challenger Tour und der ITF Future Tour. Er gewann in seiner Karriere 17 Einzel- und 18 Doppelsiege auf der Future Tour. Dazu kamen 7 Titel auf der höherdotierten ATP Challenger Tour.
Caio Zampieri spielte 2004 seine einzige Partie für die brasilianische Davis-Cup-Mannschaft, bei der er ein Match gewann und eines verlor. Auf der ATP Tour qualifizierte er sich erstmals 2009 in Costa do Sauípe durch drei Siege in der Qualifikation für ein Hauptfeld, wo er in der ersten Runde gegen Fabio Fognini knapp in drei Sätzen verlor. Für das Turnier in Santiago de Chile im Jahr 2011 konnte er sich erneut durch drei Siege qualifizieren. In der ersten Runde gewann er gegen den Chilenen Nicolás Massú in zwei Sätzen, ehe er dann gegen Juan Ignacio Chela im Achtelfinale in zwei Sätzen verlor. Im Doppel bekam er 2012 in São Paulo eine Wildcard im Doppel, wo er an der Seite von Guilherme Clezar in der ersten Runde auf Daniel Gimeno Traver und Filippo Volandri traf und in zwei Sätzen verlor. Zum 14. Juni 2010 durchbrach er erstmals die Top 200 der Weltrangliste im Einzel und seine höchste Platzierung war ein 182. Rang im Juli 2010. Im Doppel gelang ihm dies im September 2008 und seine höchste Platzierung war der 161. Rang im Jahr 2016.
In der Saison 2017 spielte Zampieri für den TC Rot-Blau Regensburg in der Regionalliga. In diesem Jahr spielte er auch letztmals Profiturniere.

## Erfolge
| Legende (Anzahl der Siege)  |
| Grand Slam                  |
| ATP World Tour Finals       |
| ATP World Tour Masters 1000 |
| ATP World Tour 500          |
| ATP World Tour 250          |
| ATP Challenger Tour (7)     |

### Doppel

#### Turniersiege
| Nr. | Datum              | Turnier         | Belag     | Partner                 | Finalgegner                       | Ergebnis           |
| --- | ------------------ | --------------- | --------- | ----------------------- | --------------------------------- | ------------------ |
| 1.  | 15. März 2008      | Salinas         | Hartplatz | Júlio Silva             | Sebastián Decoud Dick Norman      | 7:66, 6:2          |
| 2.  | 25. September 2011 | Campinas        | Sand      | Marcel Felder           | Fabrício Neis João Pedro Sorgi    | 7:5, 6:4           |
| 3.  | 10. Oktober 2015   | São Paulo       | Sand      | Hans Podlipnik-Castillo | Nicolás Kicker Renzo Olivo        | 7:5, 6:0           |
| 4.  | 23. April 2016     | São Paulo       | Sand      | Fabrício Neis           | José Pereira Alexandre Tsuchiya   | 6:4, 7:63          |
| 5.  | 22. Mai 2016       | Mestre          | Sand      | Fabrício Neis           | Kevin Krawietz Dino Marcan        | 7:63, 4:6, [12:10] |
| 6.  | 9. April 2017      | Panama-Stadt    | Sand      | Sergio Galdós           | Kevin Krawietz Adrián Menéndez    | 1:6, 7:65, [10:7]  |
| 7.  | 17. April 2017     | San Luis Potosí | Sand      | Roberto Quiroz          | Hans Hach Verdugo Adrián Menéndez | 6:4, 6:2           |